# 59 Persei
59 Persei, som är stjärnans Flamsteed-beteckning, är en misstänkt astrometrisk dubbelstjärna belägen i den mellersta delen av stjärnbilden, Perseus Den har en skenbar magnitud på ca 5,30 och är svagt synlig för blotta ögat där ljusföroreningar ej förekommer. Baserat på parallax enligt Gaia Data Release 2 på ca 12,7 mas, beräknas den befinna sig på ett avstånd på ca 256 ljusår (ca 79 parsek) från solen. Den rör sig bort från solen med en heliocentrisk radialhastighet av ca 13 km/s.

## Egenskaper
59 Persei A är en vit stjärna i huvudserien av spektralklass A1 Vn, som genererar energi genom termonukleär fusion av väte i dess kärna och där suffixnoten 'n' anger "diffusa" linjer i dess spektrum på grund av stjärnans snabba rotation. Den har en massa som är ca 2,6 solmassor, en radie som är ca 2,5 solradier och utsänder ca 41 gånger mera energi än solen från dess fotosfär vid en effektiv temperatur på ca 10 700 K.